# Gaetano Pappagone
Gaetano Pappagone, o semplicemente Pappagone, è un personaggio immaginario televisivo ideato e interpretato da Peppino De Filippo, che lo considerava il suo alter ego con cui ironizzava su se stesso. Pappagone fu il protagonista di sketch televisivi, radiofonici, di Caroselli e di un fumetto omonimo, disegnato da Luciano Bernasconi.

## Caratteristiche
Pappagone è un "aiutante" del Commendator de Filippo (o, come lui si definisce, Lavoratore di Cammerra del Cummantatore Pupino Di Filippo) che, alle sue dipendenze, ne combina di cotte e di crude.

## Storia
(celebre frase di Gaetano Pappagone)
Pappagone nasce nel 1966, all'interno del programma televisivo Scala reale. Molto probabilmente, De Filippo aveva preso spunto dal cuoco della commedia I casi sono due di Armando Curcio, che si chiamava Gaetano Esposito; personaggio che comparve anche in uno sketch di Studio Uno con Mina nell'ottava puntata di "Studio Uno" del 1965. Quindi bastarono il cambio del cognome, qualche ritocco ed era nato il goffo, ignorante, ma comico, personaggio-fenomeno.
Peppino De Filippo rivelò, durante una puntata di Scala Reale, che il nome "Pappagone" deriva da un tipo di prugne napoletane.
Nato come personaggio da intrattenimento, Pappagone diventa un divo dello spettacolo e l'eroe di tutti i bambini. È definito una maschera napoletana allegra, bizzarra, ingenua, buono nell'animo; rendendo la sua vita uno stile di vita per ognuno: che impara sbagliando, sbaglia divertendosi e si diverte facendo divertire gli altri.
Quindi appare nel celeberrimo Carosello, e la Gallo Rosso Editore decide di dedicargli una serie omonima di fumetti.
Tra l'ottobre del 1969 e il gennaio del 1970 apparve anche alla radio, in un ciclo (il 14°) della trasmissione Gran varietà, diretto da Silvio Gigli e condotto da Walter Chiari, che in sede di presentazione delle scenette definì il personaggio "la nuova maschera del teatro italiano".
Contrariamente alla credenza comune, il personaggio non ha dato origine al famoso modo di dire napoletano "ai tempi di Pappagone" ('a 'e tiempe 'e Pappagone), generalmente usato per indicare credenze e usanze anacronistiche o comunque risalenti a un tempo lontano; tale termine deriva invece da una corruzione del nome Pappacoda, un'antica famiglia nobile napoletana, molto importante nella storia cittadina tra il XV e il XVI secolo.

## Sketch televisivi
- Pappagone a scuola, con Gianni Agus, Gigi Reder, Giacomo Furia
- Pappagone e la multa, con Gianni Agus
- Pappagone infermiere, con Gianni Agus
- Pappagone si sposa, con Gianni Agus
- Pappagone dal medico, con Gianni Agus

## Sketch radiofonici
Tra parentesi è indicata la data di trasmissione a Gran varietà. Lo sfasamento nel ciclo trimestrale è dovuto al fatto che il 2 novembre 1969 (giorno dei defunti) il programma non andò in onda mentre la puntata del 14 dicembre 1969 non venne anch'essa trasmessa per il lutto nazionale decretato a seguito della strage di piazza Fontana a Milano; in seguito le due puntate non trasmesse vennero mandate in onda nelle domeniche immediatamente successive.
- Pappagone e il passaporto, con Gianni Agus (5 ottobre 1969)
- Pappagone e il corso accelerato, con Gianni Agus (12 ottobre 1969)
- Pappagone e le cicche di sigarette (19 ottobre 1969)
- Pappagone e le lezioni di canto (26 ottobre 1969)
- Pappagone e la schedina (9 novembre 1969)
- Pappagone e il mal di denti (16 novembre 1969)
- Pappagone e la caccia (23 novembre 1969)
- Pappagone e il pretore (30 novembre 1969)
- Pappagone e il maestro (7 dicembre 1969)
- Pappagone e il capitone (21 dicembre 1969)
- Pappagone e l'astronomo (28 dicembre 1969)
- Pappagone e la testimonianza (4 gennaio 1970)
- Pappagone e la commedia al buio (11 gennaio 1970)

## Fumetti
Il 21 gennaio 1967, esce nelle edicole (al prezzo di 100 lire), come avevano annunciato già da tempo i mass-media, il fumetto dedicato alla vita di Pappagone.
In questi fumetti, Pappagone vive, con il Commendator de Filippo, varie avventure, spostandosi dal Festival di Sanremo a Disneyland, trasformandosi da pompiere a sceicco e combinando, comunque, sempre molti danni. L'unica cosa che rimane invariata è il suo abbigliamento: camicia a righe verticali e ciuffo di capelli perfettamente dritto.
La sceneggiatura del fumetto è di Peppino De Filippo, mentre i disegni interni sono di Luciano Bernasconi e la copertina è disegnata da Manfredo.
Dopo la fine della pubblicazione del fumetto, dietro varie richieste dei lettori, la Gallo Rosso Editore pubblicò nell'aprile del 1968 il libro sulla vita di Pappagone, Pappagone ecque qua....